# 7222 Алекперов
7222 Алекпе́ров (1981 TJ3, 1941 UE, 1981 WK, 7222 Alekperov) — астероїд головного поясу, відкритий 7 жовтня 1981 року.
Тіссеранів параметр щодо Юпітера — 3,154.